# 哈尔滨新闻媒体列表

## 报刊

### 黑龙江日报报业集团
- 黑龙江日报
- 生活报
- 老年日报
- 黑龙江经济报
- 家庭保健报
- 农村报
- 新都市报

### 哈尔滨日报报业集团
- 哈尔滨日报
- 新晚报
- 家报
- 都市资讯报
- 科学发现报
- 写字楼

### 黑龙江晨报社
- 黑龙江晨报

### 其他
- 黑龙江广播电视报
- 哈尔滨广播电视周报

## 杂志
| 杂志社                             | 知名杂志                                                   |
| ---------------------------------- | ---------------------------------------------------------- |
| 哈尔滨大嘴鳄鱼文化实业有限公司     | 《体育世界》 《当代歌坛》                                  |
| 当代体育杂志社                     | 《当代体育》                                               |
| 教书育人杂志社                     | 《教师新概念》 《校长参考》 《高教论坛》                   |
| 哈尔滨工程大学学报杂志社           | 《哈尔滨工程大学学报》                                     |
| 哈尔滨市文艺杂志社                 | 《诗林》                                                   |
| 看世界杂志社                       | 《看世界》                                                 |
| 北方文物杂志社                     | 《北方文物》                                               |
| 象棋研究杂志社                     | 《象棋研究》                                               |
| 中国卫生经济杂志社                 | 《中国卫生经济》                                           |
| 企业文化杂志社                     |                                                            |
| 纳税向导杂志社                     | 《纳税向导》                                               |
| 中国医院管理杂志社                 | 《中国医院管理》                                           |
| 科学养生杂志社                     | 《科学养生》                                               |
| 活力杂志社                         | 《活力》                                                   |
| 中共黑龙江省纪委明鉴杂志社         | 《明鉴》                                                   |
| 龙江审计杂志社                     | 《现代审计与会计》                                         |
| 北方音乐杂志社                     | 《北方音乐》                                               |
| 新青年期刊出版总社                 | 《小雪花》 《男生女生》 《新青年》 《车世界》 《健身科学》 |
| 家庭生活指南杂志社                 | 《家庭生活指南》                                           |
| 中共哈尔滨市委学理论杂志社         | 《学理论》                                                 |
| 肉品卫生杂志社                     | 《肉品卫生》                                               |
| 中共黑龙江省委员会奋斗杂志社       | 《奋斗》                                                   |
| 妇女之友杂志社                     | 《妇女之友》 《好妈咪》                                    |
| 黑龙江教育杂志社                   | 《黑龙江教育》 《初中生学习》                              |
| 生活月刊杂志社                     | 《生活月刊》                                               |
| 北方人杂志社                       | 《北方人》                                                 |
| 煤矿机械杂志社                     | 《煤矿机械》                                               |
| 东北饲料信息杂志社                 | 《东北饲料信息》                                           |
| 哈尔滨市中苏友好协会主办俄语杂志社 |                                                            |
| 格言杂志社                         | 《格言》                                                   |

## 出版社
| ISBN代码 | 名称                 |
| -------- | -------------------- |
| 7-207    | 黑龙江人民出版社     |
| 7-5316   | 黑龙江教育出版社     |
| 7-5317   | 北方文艺出版社       |
| 7-5318   | 黑龙江美术出版社     |
| 7-5319   | 黑龙江少年儿童出版社 |
| 7-5388   | 黑龙江科学技术出版社 |
| 7-5603   | 哈尔滨工业大学出版社 |
| 7-80529  | 哈尔滨地图出版社     |
| 7-80557  | 哈尔滨出版社         |
| 7-81007  | 哈尔滨工程大学出版社 |
| 7-81008  | 东北林业大学出版社   |

## 广播电台
| 黑龙江人民广播电台 | 黑龙江人民广播电台  |
| 频率               | 频道名称            |
| ------------------ | ------------------- |
| AM621 FM94.6       | 新闻广播            |
| FM99.8             | 交通广播            |
| FM104.5            | 生活广播 私家车频道 |
| FM102.1            | 都市女性广播        |
| FM95.8             | 音乐广播            |
| FM97               | 爱家频道            |
| AM945              | 乡村广播            |
| AM873              | 朝鲜语广播 故事873  |
| 龙广合作           | 海南三亚天涯之声    |

| 哈尔滨广播电视台 | 哈尔滨广播电视台 |
| 频率             | 频道名称         |
| ---------------- | ---------------- |
| AM837 FM106.2    | 新闻广播         |
| FM98.4           | 文艺广播         |
| FM105.6          | 1056频率         |
| FM90.9           | 音乐广播         |
| FM92.5           | 交通广播         |
| AM972 FM87.6     | 经济广播         |

## 电视台
- 黑龙江电视台
  - 卫星频道（全国覆盖、欧美地区已落地）
  - 影视频道（全省覆盖）
  - 文艺频道（全省覆盖）
  - 都市频道（全省覆盖）
  - 法制频道（全省覆盖）
  - 公共频道（全省覆盖）
  - 少儿频道（全省部分覆盖）
  - 图文频道（已停播）
  - 放心购物（少儿频道播出）
  - 高清频道（付费电视）
  - 移动频道（全省覆盖）
  - 滑雪频道（付费电视）
  - 俄罗斯频道（即将开播）
  - 龙视演艺
- 黑龙江农垦电视台
  - 农业频道（全省部分覆盖）
  - 资讯频道（垦区覆盖）
  - 公共频道（垦区覆盖）
- 哈尔滨广播电视台
  - 新闻综合频道（全市覆盖）
  - 都市资讯频道（全市覆盖）
  - 生活频道（全市覆盖）
  - 娱乐频道（全市覆盖）
  - 影视频道（全市覆盖）
  - 天鹅购物（生活频道播出）
  - 华视移动电视（全市覆盖）
- 哈尔滨铁路局电视台
  - 综合频道（铁路有线覆盖）
  - 影视频道（铁路有线覆盖）
- 其他电视台
  - 呼兰区电视台综合频道（全区覆盖）
  - 阿城区电视台综合频道（全区覆盖）

## 网络
- 东北网
- 黑龙江新闻网
- 哈尔滨新闻网
- 龙广新闻网（页面存档备份，存于）